# Runářov

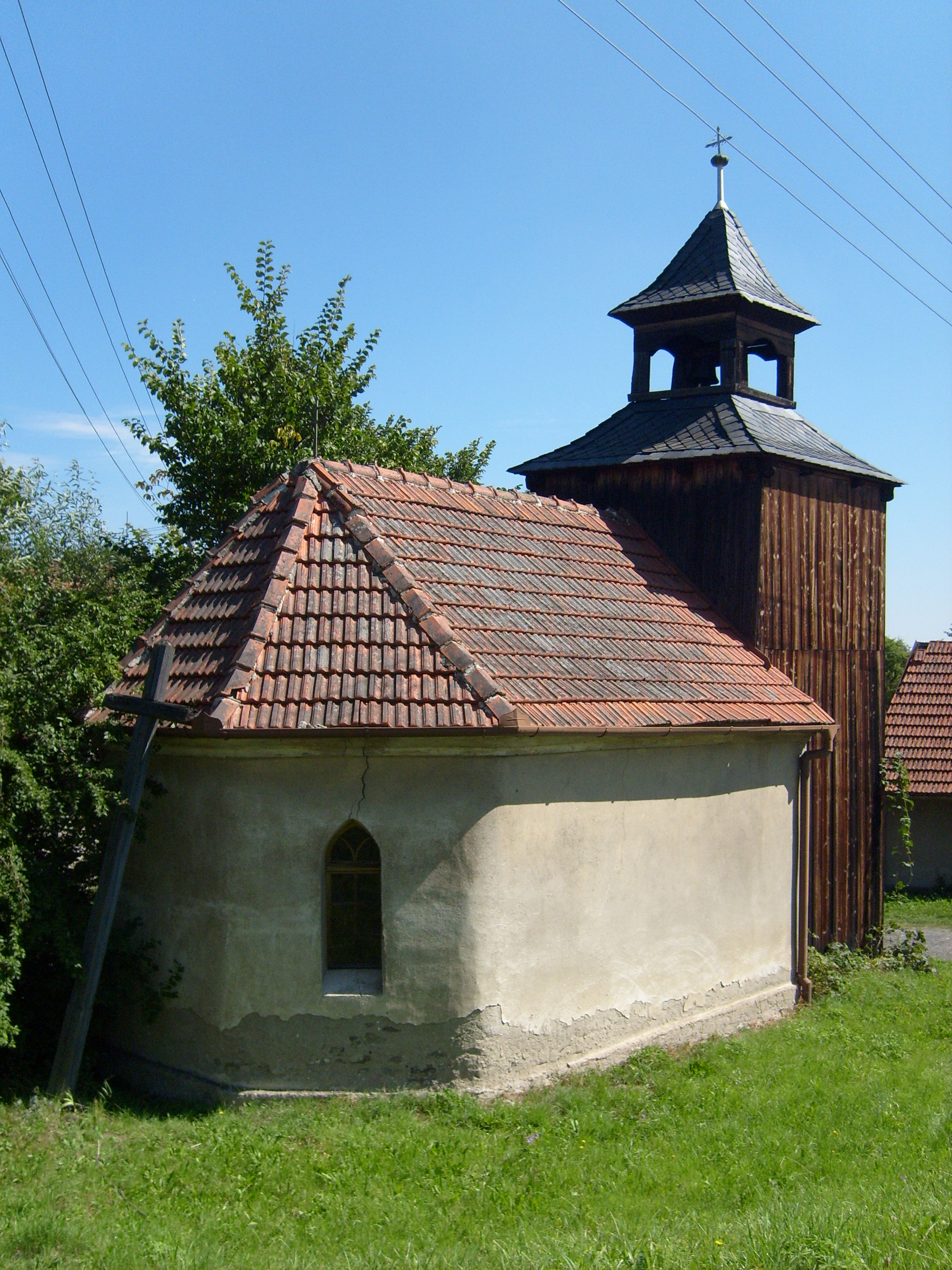
Kapelle in Runářov

Runářov (deutsch Runarz) ist ein Ortsteil von Konice (Konitz) in Tschechien. Der Ort liegt südlich von Konice und gehört zum Okres Prostějov.

## Persönlichkeiten
- Rudolf Grulich (* 1944), deutscher Theologe und Kirchenhistoriker